# Xavier Aguado
Pour les articles homonymes, voir Aguado.
Xavier Aguado, né le 5 juin 1968 à Badalone (Espagne), est un footballeur espagnol, évoluant au poste de défenseur central.

## Biographie
Xavier Aguado commence sa carrière au Sabadell en 2e division espagnole où il joue 50 matchs en 2 saisons et marque 1 but. 
Il joue ensuite au Real Saragosse où il dispute 473 matchs officiels  et remporte la Coupe des Coupes contre Arsenal au Parc des Princes de Paris en 1995 ainsi que la Copa del Rey en 1994 et 2001.
Il est le 2e joueur le plus expulsé, 18 fois, de l'histoire de la Liga 
Il est le footballeur qui a joué le plus de matchs en faveur du Real Saragosse avec 473 matchs. Selon certaines sources, il partage ce record avec José Luis Violeta qui le devance de deux rencontres,,,.

## Palmarès
- Vainqueur de la Coupe d'Europe des Vainqueurs de Coupe en 1995 avec le Real Saragosse
- Vainqueur de la Copa del Rey en 1994 et 2001 avec le Real Saragosse
- Finaliste de la Copa del Rey en 1993 avec le Real Saragosse